# Acanthurus maculiceps
Acanthurus maculiceps là một loài cá biển thuộc chi Acanthurus trong họ Cá đuôi gai. Loài cá này được mô tả lần đầu tiên vào năm 1923.

## Từ nguyên
Tính từ định danh của loài cá này, maculiceps, trong tiếng Latinh có nghĩa là "lốm đốm", ám chỉ các đốm chi chít trên đầu của chúng.

## Phạm vi phân bố và môi trường sống
A. maculiceps có phạm vi phân bố thưa thớt ở Ấn Độ Dương, nhưng xuất hiện rộng rãi ở Tây và Trung Thái Bình Dương. Ở Ấn Độ Dương, loài cá này được ghi nhận ở ngoài khơi Maldives, quần đảo Cocos (Keeling) và đảo Giáng Sinh (Úc), cũng như ngoài khơi đảo Sumatra và Tây Úc. Ở Tây Thái Bình Dương, A. maculiceps xuất hiện ở hầu hết vùng biển bao quanh quần đảo Mã Lai, trải dài đến nhiều đảo quốc, quần đảo thuộc châu Đại Dương, xa nhất ở phạm vi phía đông là đến quần đảo Samoa và quần đảo Line; phía bắc trải dài đến quần đảo Ryukyu (Nhật Bản); phía nam đến rạn san hô Great Barrier (Úc).
A. maculiceps sống gần các rạn san hô viền bờ ở độ sâu đến 30 m.

## Mô tả
Chiều dài cơ thể tối đa được ghi nhận ở A. maculiceps là 40 cm. Loài cá này có một mảnh xương nhọn chĩa ra ở mỗi bên cuống đuôi, tạo thành ngạnh sắc, được bao quanh bởi viền đen.
Cơ thể hình bầu dục thuôn dài, màu nâu sẫm với nhiều đốm vàng phủ khắp đầu, những dải sọc ngang màu lam nhạt ở hai bên cơ thể. Có mảng màu vàng trên vùng ngực. Một vệt đen kéo dài ở sau mắt. Dải màu vàng xuất hiện ở gốc vây đuôi, và một đốm màu vàng nằm ở chóp vây ngực.
Số gai ở vây lưng: 9; Số tia vây ở vây lưng: 24 - 26; Số gai ở vây hậu môn: 3; Số tia vây ở vây hậu môn: 22 - 24; Số gai ở vây bụng: 1; Số tia vây ở vây bụng: 5.

## Sinh thái
A. maculiceps có thể sống đơn độc hoặc hợp thành từng nhóm nhỏ, đôi khi các cá thể của A. maculiceps nhập vào đàn của những loài cá khác khi ăn tảo.

## Đánh bắt
A. maculiceps được xem là một loài cá cảnh, nhưng hiếm khi được đánh bắt. Giá bán trực tuyến của A. xanthopterus dao động trong khoảng từ 69,99 đến 499,95 USD tùy theo kích cỡ.